# Fólio

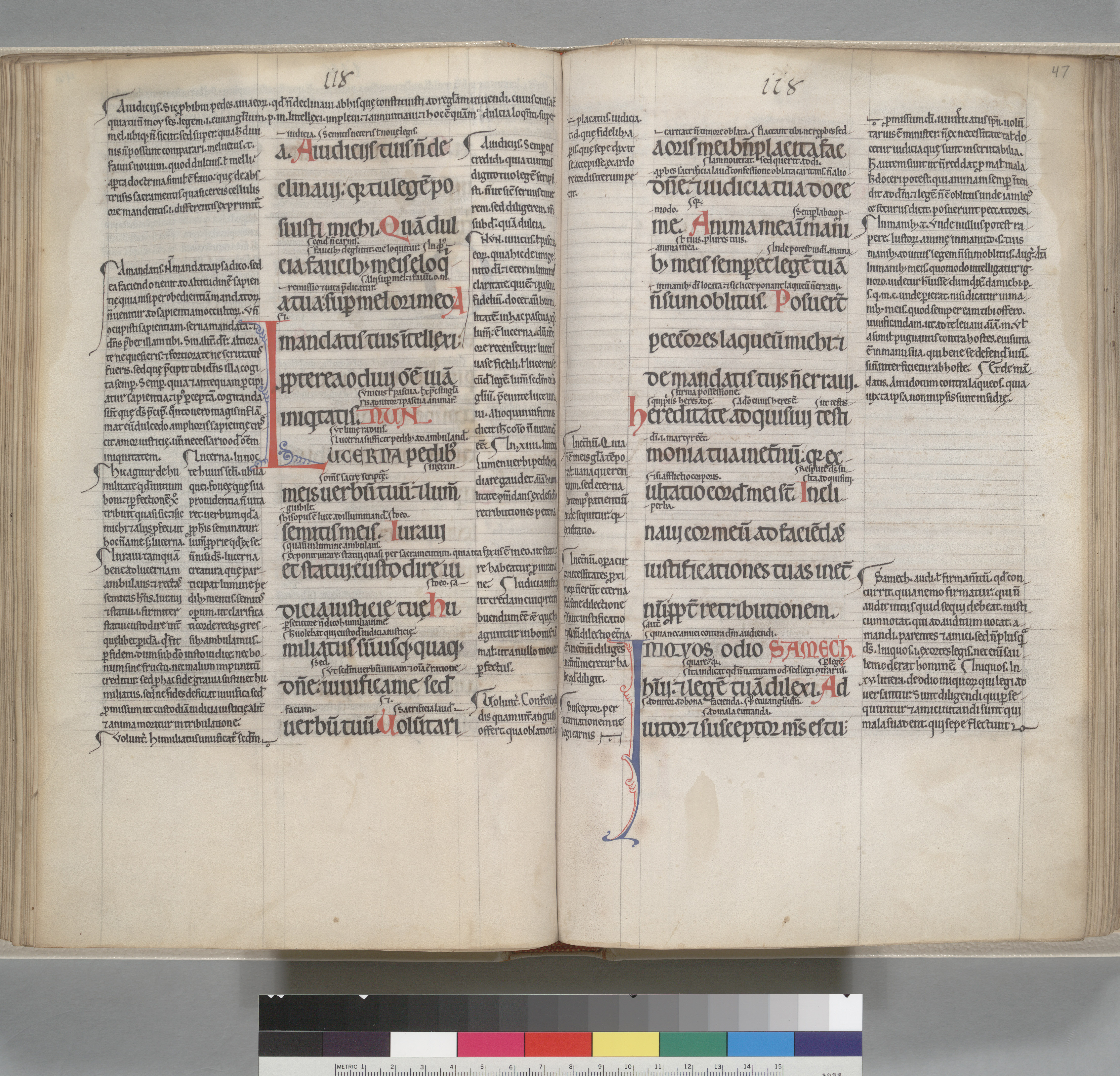
Fólios 46v e 47r de um saltério manuscrito

Fólio, do latim folium é, em sentido estrito, uma folha de papiro, pergaminho ou papel resultante da dobragem ao meio de uma folha maior, inteira: um bifólio. Generalizou-se, contudo, o termo fólio para designar as unidades de qualquer dimensão de um caderno manuscrito, ou ainda a indicação do número de cada página numa publicação.
Assim, enquanto os pares de páginas dos livros manuscritos constituem os seus fólios, já os dos livros impressos são as suas folhas. No livro manuscrito, apenas o rosto dos fólios recebe numeração, designando-se cada uma das respectivas páginas mediante o recurso aos símbolos r (anverso, rosto ou recto) e v (verso); ex: o fólio 35 de um qualquer códice tem uma página direita que se refere abreviadamente como fol. 35r e uma página esquerda que será o fol. 35v. À numeração dos fólios dá-se o nome de foliação.